# Actaea dahurica
Actaea dahurica là một loài thực vật có hoa trong họ Mao lương. Loài này được (Turcz. ex Fisch. & C.A.Mey.) Franch. mô tả khoa học đầu tiên năm 1883.